# یعقوب پسر زبدی

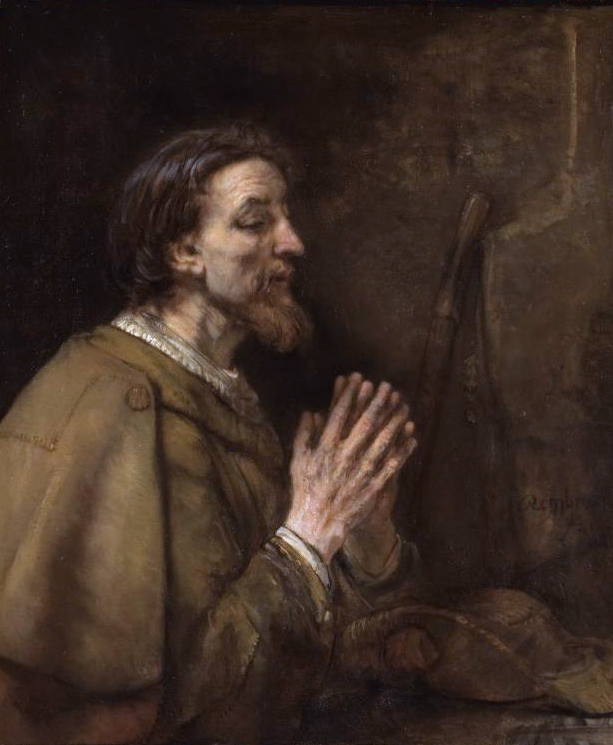
نقاشی یعقوب بزرگتر قدیس از رامبرانت

یعقوب پسر زبدی (درگذشتهٔ ۴۴ میلادی) از حواریون و از دوازده رسول برگزیده عیسی بود. او پسر زبدی و سالومه و همچنین برادر یوحنا بود. برای مشخص کردن وی از یعقوب پسر حلفا، او یعقوبِ بزرگتر نیز خوانده می‌شود. مسیرِ کامینو دِ سانتیاگو نیز برای زیارتِ محلی که مدفنِ وی خوانده می‌شود، مشهور است.